# Unterseeboot 546
L'Unterseeboot 546 (ou U-546) était un sous-marin allemand utilisé par la Kriegsmarine pendant la Seconde Guerre mondiale.

## Historique
Après sa phase d'entraînement à Stettin dans la 4. Unterseebootsflottille jusqu'au 31 décembre 1943, l'U-546 est affecté à une unité de combat de la base sous-marine de Lorient, dans la 10. Unterseebootsflottille. 
À la suite de l'avancée des forces alliées en France et pour éviter la capture, il rejoint la 33. Unterseebootsflottille à Flensbourg à partir du 10 novembre 1944.
Le 16 février 1944, un hydravion Short S.25/26 Sunderland attaque l'U-Boot dans l'Atlantique nord ; un sous-marinier en meurt. Le moteur diesel subit quelques dommages ; le sous-marin signale qu'il est capable de continuer sa patrouille.

Le lendemain, il essuie une attaque aérienne dans le Golfe de Gascogne, parvenant à abattre un bombardier britannique Consolidated B-24 Liberator de l'escadrille Sqdn 53/H.
Aux environs du 18 février 1944, en sortant du Golde de Gascogne, il affronte une nouvelle attaque aérienne et utilise toutes les munitions de sa défense antiaérienne embarquée. L'U-Boot marque une courte pause à sa base du 22 au 25 juin.

Le 20 juillet 1944, l'U-Boot trouve un groupe de navires de chasse américains qu'il cherchait depuis le 13 juin. Il lance une torpille contre le porte-avions d'escorte, mais le manque. Il doit alors endurer pendant trois heures les attaques à la charge de profondeur lancées par l'escorte du porte-avions. Il échappe à la riposte.
L'U-546 est coulé le 24 avril 1945 dans l'Atlantique, au nord-ouest des Açores à la position géographique de 43° 53′ N, 40° 07′ O par des charges de profondeurs lancées par les destroyers d'escorte américains USS Flaherty, USS Neunzer, USS Chatelain, USS Varian, USS Hubbard, USS Janssen, USS Pillsbury et USS Keith. 
Il y a 26 morts et 33 survivants parmi les membres de l'équipage.
Huit des survivants, membres de l'équipage de l'U-546, sont torturés par des militaires américains[réf. nécessaire]. L'historien Philip K. Lundeberg a écrit que le passage à tabac et la torture des survivants était une atrocité singulière motivée par le besoin d'obtenir rapidement des informations, notamment à propos d'une possible attaque allemande. En effet, les Américains croyaient que le sous-marin approchait de la côte américaine armé de bombes volantes V1  (voir: Opération Teardrop). Après la guerre, les Alliés ont reconnu que les sous-marins n'étaient cependant pas porteurs de ces missiles,.

## Affectations successives
- 4. Unterseebootsflottille du 2 juin 1943 au 31 décembre 1943
- 10. Unterseebootsflottille du 1er janvier 1944 au 9 novembre 1944
- 33. Unterseebootsflottille du 10 novembre 1944 au 24 avril 1945

## Commandement
- Oberleutnant, puis Kapitänleutnant Paul Just du 2 juin 1943 au 24 avril 1945

## Navires coulés
L'U-546 a coulé un navire de guerre de 1 200 tonnes au cours des 3 patrouilles qu'il effectua.